# John Michael McNamara
John Michael McNamara (* 12. August 1878 in Baltimore, Maryland; † 26. November 1960) war ein US-amerikanischer römisch-katholischer Geistlicher und Weihbischof in Washington.

## Leben
John Michael McNamara studierte Philosophie und Katholische Theologie am Loyola College und am St. Mary’s Seminary in Baltimore. Am 21. Juni 1902 empfing er durch den Erzbischof von Baltimore, James Kardinal Gibbons, das Sakrament der Priesterweihe. McNamara war anschließend als Seelsorger im Erzbistum Baltimore und im Bistum Wilmington tätig, bevor er 1919 Pfarrer der Pfarrei St. Gabriel in Washington, D.C. wurde.
Am 19. Dezember 1927 ernannte ihn Papst Pius XI. zum Titularbischof von Eumenia und zum Weihbischof in Baltimore. Der Erzbischof von Baltimore, Michael Joseph Curley, spendete ihm am 29. März 1928 in der Kathedrale Mariä Himmelfahrt in Baltimore die Bischofsweihe; Mitkonsekratoren waren der Bischof von Raleigh, William Joseph Hafey, und der Bischof von Mobile, Thomas Joseph Toolen. McNamara wählte den Wahlspruch Sentire cum Christo („Fühle mit Christus“). Als Weihbischof war John Michael McNamara zusätzlich Generalvikar des Erzbistums Baltimore. Am 30. März 1947 ernannte ihn Papst Pius XII. zum Päpstlichen Thronassistenten.
Papst Pius XII. bestellte ihn am 15. November 1947 zum Weihbischof in Washington. Zudem wurde McNamara Generalvikar des Erzbistums Washington. Er setzte sich besonders für die Heiligsprechung von Elizabeth Ann Seton ein.
Die Bishop McNamara High School in Forestville ist nach ihm benannt.